# World Series of Poker 1979
De World Series of Poker 1979 werd gehouden in de Binion's Horseshoe in Las Vegas van 11 mei tot en met 27 mei. Het was de 10de editie van de World Series of Poker, het grootste pokerevenement ter wereld.

## Toernooien
| Event                        | Winnaar                       | Prijs   | Tweede                 |
| ---------------------------- | ----------------------------- | ------- | ---------------------- |
| $10.000 Deuce to Seven Draw  | Bobby Baldwin                 | $90.000 | Byron "Cowboy" Wolford |
| $500 Seven Card Stud         | Gary Berland                  | $24.000 | Onbekend               |
| $1.000 Seven Card Stud Split | Gary Berland                  | $20.400 | Onbekend               |
| $600 Mixed Doubles           | Doyle Brunson & Starla Brodie | $4.500  | Onbekend               |
| $400 Ladies' Seven Card Stud | Barbara Freer                 | $12.720 | Pat Sovoia             |
| $1.500 No Limit Hold'em      | Perry Green                   | $76.500 | Jim Bechtel            |
| $1.000 Ace to Five Draw      | Lakewood Louie                | $22.200 | Onbekend               |
| $2.000 Draw High             | Lakewood Louie                | $22.800 | Onbekend               |
| $1.000 Razz                  | Sam Mastrogiannis             | $22.200 | Onbekend               |
| $5.000 Seven Card Stud       | Johnny Moss                   | $48.000 | Onbekend               |
| $1.000 No Limit Hold'em      | Dewey Tomko                   | $48.000 | Duanne Hammrich        |

## Main Event
Het Main Event was het grootste toernooi van de World Series of Poker 1979. Het is een 10.000 dollar No-Limit Texas Hold'em toernooi. De winnaar van dit toernooi wordt gezien als de officieuze wereldkampioen poker. Er deden in totaal 54 spelers mee.

### Finaletafel
| Positie | Naam               | Prijs    |
| ------- | ------------------ | -------- |
| 1       | Hal Fowler         | $270.000 |
| 2       | Bobby Hoff         | $108.000 |
| 3       | George Huber       | $81.000  |
| 4       | Sam Moon           | $54.000  |
| 5       | Johnny Moss        | $27.000  |
| 6       | David "Chip" Reese | Geen     |